# 忍者神龟：冲出阴暗
《忍者神龟：冲出阴暗》是2013年推出的可下载的电子游戏，由红苍蝇工作室开发，且由美国动视出版发行。此游戏主要基于目前尼克国际儿童频道所推出的《忍者神龟》动画系列，和来自原创漫画的一些灵感，当然还包括1987年电视动画和电影。